# 4301 Boyden
4301 Boyden (1966 PM) là một tiểu hành tinh vành đai chính được phát hiện ngày 7 tháng 8 năm 1966, ở Đài thiên văn Boyden outside Bloemfontein, South Africa. Nó được đặt theo tên American inventor và mechanical engineer Uriah A. Boyden.